# Dub cer

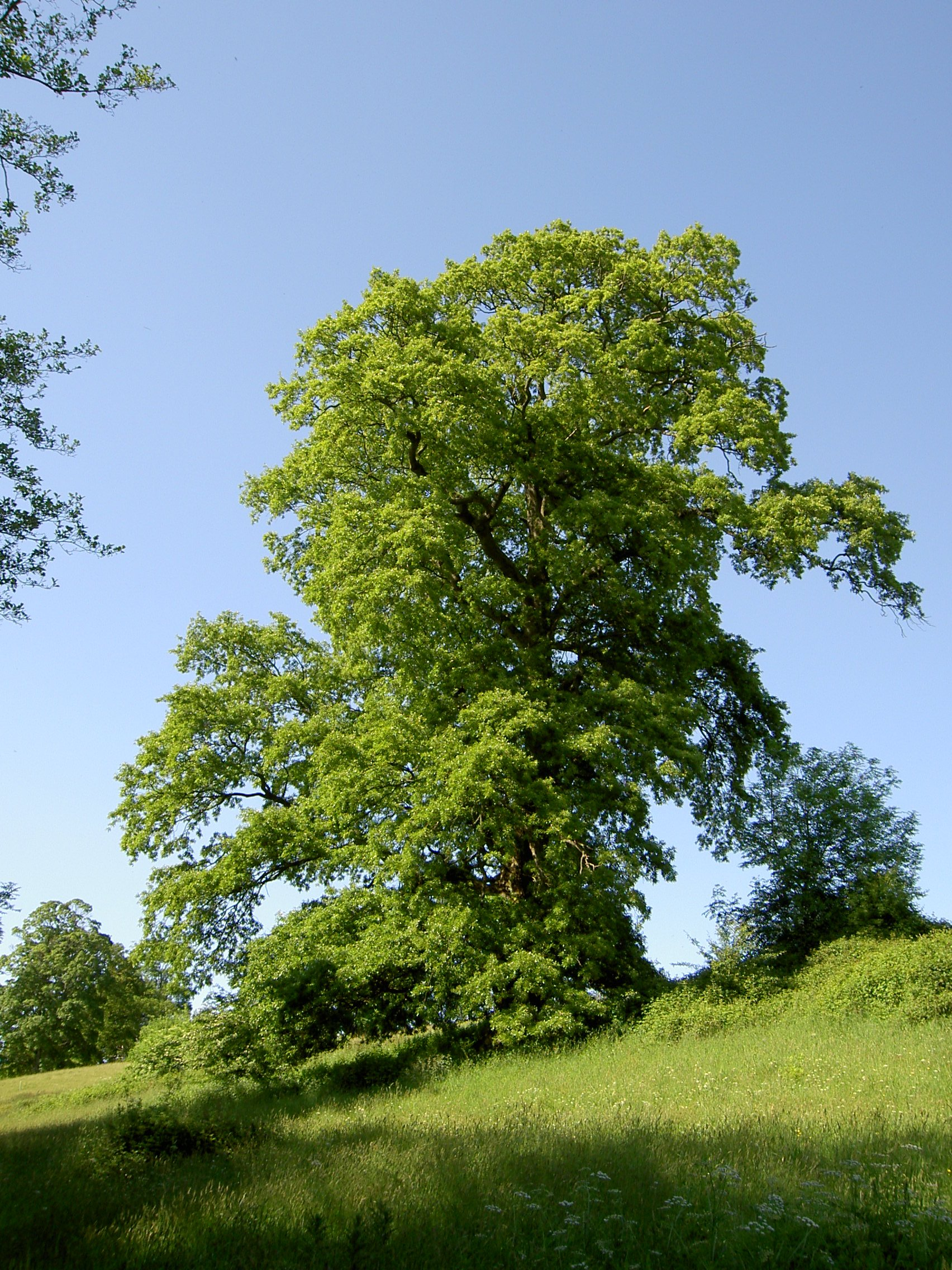
Starý dub cer

Dub cer neboli dub slovenský (Quercus cerris) je strom dorůstající výšek 20–30 m. Borka je hrubě rozpukaná, letorosty silné a pýřité. Listy jsou řapíkaté, čepel je proměnlivého tvaru, na bázi je zaokrouhlená, peřenolaločná až peřenosečná, na líci tmavozelená a lesklá, na rubu světlejší a pýřitá. Zvláště mimo vegetační sezónu jsou nápadné šídlovité palisty, které neopadávají spolu s listy, ale jsou vytrvalé. Žaludy jsou přisedlé nebo krátce stopkaté. Jako jediný z našich domácích dubů má vnější stranu číšky hustě porostlou až 1 cm dlouhými šídlovitými šupinami.

## Synonyma
- Quercus echinata Salisb.

## Rozšíření
Dub cer je rozšířen hlavně v JV Evropě, na Balkánském a Apeninském poloostrově. Izolované lokality se nacházejí v povodí Rýnu a Rhôny. Na sever zasahuje přirozený areál až na jižní Moravu a jižní Slovensko. V Čechách je druh nepůvodní, v minulosti byl však na vhodná místa vysázen i tam. Dub cer je teplomilná dřevina, jejím stanovištěm jsou teplomilné doubravy (sv. Quercion pubescenti-petraeae), vzácně dubohabřiny (sv. Carpinion). Dobře prospívá na písčitém substrátu. Např. v okolí Valtic na jižní Moravě můžeme vidět i rozsáhlejší monokulturní porosty dubu ceru. Přirozeně však rostl pouze v příměsi s jinými stromy.